# WNBA 2011
Die Saison 2011 der Women’s National Basketball Association war die 15. ausgespielte Saison der nordamerikanischen Damen-Basketball-Profiliga. Die reguläre Saison begann am 3. Juni 2011 mit der Auftaktpartie zwischen den Minnesota Lynx und den Los Angeles Sparks. Nach Abschluss der regulären Saison, die bis zum 11. September 2011 ausgetragen wurde, begannen die Playoffs um die WNBA-Meisterschaft, die die Minnesota Lynx am 7. Oktober im dritten Finalspiel gegen die Atlanta Dream für sich entschieden. Zudem fand am 23. Juli 2011 in der AT&T Center, der Heimspielstätte der San Antonio Silver Stars, in San Antonio das zehnte WNBA All-Star Game statt.

## Draft
- Hauptartikel: WNBA Draft 2011

Am 2. November 2010 fand eine Lotterie über die Auswahlreihenfolge der ersten fünf Picks statt. Bei der Lotterie sicherten sich die Minnesota Lynx vor den Tulsa Shock. Nachdem die Monarchs den Spielbetrieb einstellten rückten alle Mannschaften einen Platz vor.
Der WNBA Draft 2011 fand schließlich am 11. April 2011 statt, bei dem die Lynx als ersten Pick die US-amerikanische Maya Moore auswählten. Danach sicherten sich die Shock die Rechte an der Australierin Elizabeth Cambage. Insgesamt sicherten sich die 12 Franchises die Rechte an 36 Spielerinnen. Den Hauptanteil mit 32 Spielerinnen stellten die Vereinigten Staaten.

### Top-5-Picks
Abkürzungen: Pos = Position, G = Guard, F = Forward, C = Center, WNBL = Women’s National Basketball League

| #  | Spielerin            | Nationalität       | Pos | WNBA-Mannschaft                      | College/Profi-Team        |
| -- | -------------------- | ------------------ | --- | ------------------------------------ | ------------------------- |
| 1. | Maya Moore           | Vereinigte Staaten | F   | Minnesota Lynx                       | University of Connecticut |
| 2. | Elizabeth Cambage    | Australien         | C   | Tulsa Shock                          | Bulleen Boomers (WNBL)    |
| 3. | Courtney Vandersloot | Vereinigte Staaten | G   | Chicago Sky                          | Gonzaga University        |
| 4. | Amber Harris         | Vereinigte Staaten | F   | Minnesota Lynx (von Connecticut Sun) | Xavier University         |
| 5. | Jantel Lavender      | Vereinigte Staaten | C   | Los Angeles Sparks                   | Ohio State University     |

## Reguläre Saison

### Modus
Die 12 WNBA-Mannschaften sind in zwei Conferences aufgeteilt, wobei die Eastern Conference und die Western Conference jeweils sechs Mannschaften umfassen. Insgesamt bestreitet jede Mannschaft im Verlauf der regulären Saison 34 Saison-Spiele, davon bestreitet jede Mannschaft die Hälfte der Spiele zu Hause bzw. Auswärts. Innerhalb der eigenen Conference spielen die Mannschaften gegen zwei Mannschaften insgesamt fünf Mal und gegen die restlichen drei Mannschaften vier Mal gegeneinander. Außerdem spielt jede Mannschaft noch zwei weitere Spiele gegen jede Mannschaft aus der anderen Conference.

### All-Star Game 2011
- Hauptartikel: All-Star Game 2011

Das 10. All-Star Game der WNBA wurde am 23. Juli 2011 im AT&T Center in San Antonio, Texas ausgetragen. Die Ligaführung vergab am 3. Februar das Spiel an die Connecticut Sun, die bereits 2005 Gastgeber waren. Wie in den vergangenen Jahren trat dabei eine Auswahl der besten Spieler der Eastern Conference gegen eine Mannschaft der Western Conference an.
| 23. Juli 2011 | Zusammenfassung | Eastern Conference                                                      | 118 – 113 | Western Conference                                         | AT&T Center, San Antonio, Texas Zuschauer: 12.540 Schiedsrichter: - #4 Blauch - #17 Twardoski - #45 Mauer |
| 23. Juli 2011 | Zusammenfassung | Punkte pro Viertel: 33:36, 32:30, 27:26, 26:21                          |           |                                                            | AT&T Center, San Antonio, Texas Zuschauer: 12.540 Schiedsrichter: - #4 Blauch - #17 Twardoski - #45 Mauer |
| 23. Juli 2011 | Zusammenfassung | Punkte: Pondexter (17) Rebounds: McCoughtry (10) Assists: Pondexter (7) |           | Punkte: Cash (21) Rebounds: Cash (12) Assists: Taurasi (7) | AT&T Center, San Antonio, Texas Zuschauer: 12.540 Schiedsrichter: - #4 Blauch - #17 Twardoski - #45 Mauer |
| 23. Juli 2011 | Zusammenfassung |                                                                         |           |                                                            | AT&T Center, San Antonio, Texas Zuschauer: 12.540 Schiedsrichter: - #4 Blauch - #17 Twardoski - #45 Mauer |

### Abschlusstabellen
Erläuterungen:       = Playoff-Qualifikation,       = Conference-Sieger
| Pl | Team               | Sp | S  | N  | %    | GB | Heim | Auswärts |
| -- | ------------------ | -- | -- | -- | ---- | -- | ---- | -------- |
| 1  | Indiana Fever      | 34 | 21 | 13 | 61,8 | −  | 13:4 | 8:9      |
| 2  | Connecticut Sun    | 34 | 21 | 13 | 61,8 | 0  | 15:2 | 6:11     |
| 3  | Atlanta Dream      | 34 | 20 | 14 | 58,8 | 1  | 11:6 | 9:8      |
| 4  | New York Liberty   | 34 | 19 | 15 | 55,9 | 2  | 12:5 | 7:10     |
| 5  | Chicago Sky        | 34 | 14 | 20 | 41,2 | 7  | 10:7 | 4:13     |
| 6  | Washington Mystics | 34 | 6  | 28 | 17,6 | 15 | 4:13 | 2:15     |

| Pl | Team                     | Sp | S  | N  | %    | GB | Heim | Auswärts |
| -- | ------------------------ | -- | -- | -- | ---- | -- | ---- | -------- |
| 1  | Minnesota Lynx           | 34 | 27 | 7  | 79,4 | −  | 14:3 | 13:4     |
| 2  | Seattle Storm            | 34 | 21 | 13 | 61,8 | 6  | 15:2 | 6:11     |
| 3  | Phoenix Mercury          | 34 | 19 | 15 | 55,9 | 8  | 11:6 | 8:9      |
| 4  | San Antonio Silver Stars | 34 | 18 | 16 | 52,9 | 9  | 9:8  | 9:8      |
| 5  | Los Angeles Sparks       | 34 | 15 | 19 | 44,1 | 12 | 10:7 | 5:12     |
| 6  | Tulsa Shock              | 34 | 3  | 31 | 8,8  | 24 | 2:15 | 1:16     |

## Playoffs

### Modus
Nachdem sich aus jeder Conference die vier Mannschaften qualifiziert haben, starten die im K.-o.-System ausgetragenen Playoffs. Jede Conference spielt in der Folge in den Conference Semifinals (dt. Conference Halbfinale) und im Conference Final (dt. Conference-Finale) ihren Sieger aus, der dann in den Finals antritt. Dabei trifft die auf der Setzliste am höchsten befindliche Mannschaft immer auf die niedrigst gesetzte. Die Serien innerhalb der Conference werden im Best-of-Three-Modus ausgespielt, das heißt, dass ein Team zwei Siege zum Erreichen der nächsten Runde benötigt. Das Finale wird im Best-of-Five-Modus ausgetragen. Die Mannschaft mit der besseren Bilanz hat dabei in allen Duellen immer den Heimvorteil. Bei Spielen, die nach der regulären Spielzeit von 40 Minuten unentschieden bleiben, folgt die Overtime. Die Viertel dauern weiterhin zehn Minuten und es wird so lange gespielt bis eine Mannschaft nach Ende einer Overtime mehr Punkte als die gegnerische Mannschaft erzielt hat.

### Playoff-Baum
| Conference Semifinals | Conference Semifinals    | Conference Semifinals |    |                 | Conference Finals | Conference Finals | Conference Finals |  |  | WNBA-Finals | WNBA-Finals | WNBA-Finals |
|                       |                          |                       |    |                 |                   |                   |                   |  |  |             |             |             |
| 1                     | Indiana Fever            | 2                     |    |                 |                   |                   |                   |  |  |             |             |             |
| 4                     | New York Liberty         | 1                     |    |                 |                   |                   |                   |  |  |             |             |             |
| 4                     | New York Liberty         | 1                     | 1  | Indiana Fever   | 1                 |                   |                   |  |  |             |             |             |
| Eastern Conference    |                          |                       | 1  | Indiana Fever   | 1                 |                   |                   |  |  |             |             |             |
|                       | 3                        | Atlanta Dream         | 2  |                 |                   |                   |                   |  |  |             |             |             |
| 2                     | 3                        | Atlanta Dream         | 2  | Connecticut Sun | 0                 |                   |                   |  |  |             |             |             |
| 2                     |                          |                       |    | Connecticut Sun | 0                 |                   |                   |  |  |             |             |             |
| 3                     | Atlanta Dream            | 2                     |    |                 |                   |                   |                   |  |  |             |             |             |
| 3                     | Atlanta Dream            | 2                     | E3 | Atlanta Dream   | 0                 |                   |                   |  |  |             |             |             |
|                       |                          |                       |    | Atlanta Dream   | 0                 |                   |                   |  |  |             |             |             |
|                       | W1                       | Minnesota Lynx        | 3  |                 |                   |                   |                   |  |  |             |             |             |
| 1                     | W1                       | Minnesota Lynx        | 3  | Minnesota Lynx  | 2                 |                   |                   |  |  |             |             |             |
| 1                     |                          |                       |    | Minnesota Lynx  | 2                 |                   |                   |  |  |             |             |             |
| 4                     | San Antonio Silver Stars | 1                     |    |                 |                   |                   |                   |  |  |             |             |             |
| 4                     | San Antonio Silver Stars | 1                     | 1  | Minnesota Lynx  | 2                 |                   |                   |  |  |             |             |             |
| Western Conference    |                          |                       | 1  | Minnesota Lynx  | 2                 |                   |                   |  |  |             |             |             |
|                       | 3                        | Phoenix Mercury       | 0  |                 |                   |                   |                   |  |  |             |             |             |
| 2                     | 3                        | Phoenix Mercury       | 0  | Seattle Storm   | 1                 |                   |                   |  |  |             |             |             |
| 2                     |                          |                       |    | Seattle Storm   | 1                 |                   |                   |  |  |             |             |             |
| 3                     | Phoenix Mercury          | 2                     |    |                 |                   |                   |                   |  |  |             |             |             |

### Conference Semifinals (Runde 1)

#### Eastern Conference

##### (1) Indiana Fever – (4) New York Liberty
| 15. September 2011 20:00 ET | Spielbericht | Indiana Fever                                                                  | 74 – 72 | New York Liberty                                                   | Conseco Fieldhouse, Indianapolis, Indiana Zuschauer: 7.608 |
| 15. September 2011 20:00 ET | Spielbericht | Punkte pro Viertel: 28:16, 16:18, 18:24, 12:14                                 |         |                                                                    | Conseco Fieldhouse, Indianapolis, Indiana Zuschauer: 7.608 |
| 15. September 2011 20:00 ET | Spielbericht | Punkte: Douglas (25) Rebounds: Sutton-Brown (7) Assists: Bobbitt, Phillips (3) |         | Punkte: Pondexter (18) Rebounds: Powell (8) Assists: Pondexter (6) | Conseco Fieldhouse, Indianapolis, Indiana Zuschauer: 7.608 |
| 15. September 2011 20:00 ET | Spielbericht | Stand: 1:0                                                                     |         |                                                                    | Conseco Fieldhouse, Indianapolis, Indiana Zuschauer: 7.608 |

| 17. September 2011 16:00 ET | Spielbericht | New York Liberty                                                                   | 87 – 72 | Indiana Fever                                                               | Prudential Center, Newark, New Jersey Zuschauer: 8.508 |
| 17. September 2011 16:00 ET | Spielbericht | Punkte pro Viertel: 20:23, 30:18, 12:9, 25:22                                      |         |                                                                             | Prudential Center, Newark, New Jersey Zuschauer: 8.508 |
| 17. September 2011 16:00 ET | Spielbericht | Punkte: Powell (19) Rebounds: Pondexter, Powell, Vaughn (5) Assists: Pondexter (5) |         | Punkte: Douglas (20) Rebounds: Catchings (9) Assists: Bobbitt, Phillips (4) | Prudential Center, Newark, New Jersey Zuschauer: 8.508 |
| 17. September 2011 16:00 ET | Spielbericht | Stand: 1:1                                                                         |         |                                                                             | Prudential Center, Newark, New Jersey Zuschauer: 8.508 |

| 19. September 2011 20:00 ET | Spielbericht | Indiana Fever                                                       | 72 – 62 | New York Liberty                                                | Conseco Fieldhouse, Indianapolis, Indiana Zuschauer: 7.368 |
| 19. September 2011 20:00 ET | Spielbericht | Punkte pro Viertel: 17:17, 23:19, 14:12, 18:14                      |         |                                                                 | Conseco Fieldhouse, Indianapolis, Indiana Zuschauer: 7.368 |
| 19. September 2011 20:00 ET | Spielbericht | Punkte: Douglas (21) Rebounds: Catchings (8) Assists: Catchings (4) |         | Punkte: Powell (19) Rebounds: Vaughn (7) Assists: Pondexter (5) | Conseco Fieldhouse, Indianapolis, Indiana Zuschauer: 7.368 |
| 19. September 2011 20:00 ET | Spielbericht | Endstand: 2:1                                                       |         |                                                                 | Conseco Fieldhouse, Indianapolis, Indiana Zuschauer: 7.368 |

##### (2) Connecticut Sun  – (3) Atlanta Dream
| 16. September 2011 19:00 ET | Spielbericht | Connecticut Sun                                                                             | 84 – 89 | Atlanta Dream                                                 | Mohegan Sun Arena, Uncasville, Connecticut Zuschauer: 7.373 |
| 16. September 2011 19:00 ET | Spielbericht | Punkte pro Viertel: 20:18, 21:21, 25:22, 18:28                                              |         |                                                               | Mohegan Sun Arena, Uncasville, Connecticut Zuschauer: 7.373 |
| 16. September 2011 19:00 ET | Spielbericht | Punkte: Jones, Montgomery (16) Rebounds: McCray (8) Assists: Charles, Montgomery, White (3) |         | Punkte: Harding (21) Rebounds: Lyttle (11) Assists: Price (5) | Mohegan Sun Arena, Uncasville, Connecticut Zuschauer: 7.373 |
| 16. September 2011 19:00 ET | Spielbericht | Stand: 0:1                                                                                  |         |                                                               | Mohegan Sun Arena, Uncasville, Connecticut Zuschauer: 7.373 |

| 18. September 2011 15:00 ET | Spielbericht | Atlanta Dream                                                                             | 69 – 64 | Connecticut Sun                                                   | Philips Arena, Atlanta, Georgia Zuschauer: 6.887 |
| 18. September 2011 15:00 ET | Spielbericht | Punkte pro Viertel: 16:11, 15:25, 13:15, 25:13                                            |         |                                                                   | Philips Arena, Atlanta, Georgia Zuschauer: 6.887 |
| 18. September 2011 15:00 ET | Spielbericht | Punkte: Harding, Lyttle, McCoughtry, Souza (12) Rebounds: Souza (10) Assists: Harding (6) |         | Punkte: Jones (15) Rebounds: Charles (17) Assists: Montgomery (6) | Philips Arena, Atlanta, Georgia Zuschauer: 6.887 |
| 18. September 2011 15:00 ET | Spielbericht | Endstand: 2:0                                                                             |         |                                                                   | Philips Arena, Atlanta, Georgia Zuschauer: 6.887 |

#### Western Conference

##### (1) Minnesota Lynx – (4) San Antonio Silver Stars
| 16. September 2011 21:00 ET | Spielbericht | Minnesota Lynx                                                 | 66 – 65 | San Antonio Silver Stars                                          | Target Center, Minneapolis, Minnesota Zuschauer: 11.891 |
| 16. September 2011 21:00 ET | Spielbericht | Punkte pro Viertel: 11:16, 21:19, 21:16, 13:14                 |         |                                                                   | Target Center, Minneapolis, Minnesota Zuschauer: 11.891 |
| 16. September 2011 21:00 ET | Spielbericht | Punkte: Whalen (20) Rebounds: Brunson (14) Assists: Whalen (5) |         | Punkte: Hammon, Adams (16) Rebounds: Young (9) Assists: Young (6) | Target Center, Minneapolis, Minnesota Zuschauer: 11.891 |
| 16. September 2011 21:00 ET | Spielbericht | Stand: 1:0                                                     |         |                                                                   | Target Center, Minneapolis, Minnesota Zuschauer: 11.891 |

| 18. September 2011 17:00 ET | Spielbericht | San Antonio Silver Stars                                              | 84 – 75 | Minnesota Lynx                                                   | AT&T Center, San Antonio, Texas Zuschauer: 7.023 |
| 18. September 2011 17:00 ET | Spielbericht | Punkte pro Viertel: 18:14, 22:23, 24:13, 20:25                        |         |                                                                  | AT&T Center, San Antonio, Texas Zuschauer: 7.023 |
| 18. September 2011 17:00 ET | Spielbericht | Punkte: Perkins (24) Rebounds: Adams, Perkins (6) Assists: Hammon (6) |         | Punkte: Augustus (24) Rebounds: Brunson (16) Assists: Whalen (3) | AT&T Center, San Antonio, Texas Zuschauer: 7.023 |
| 18. September 2011 17:00 ET | Spielbericht | Stand: 1:1                                                            |         |                                                                  | AT&T Center, San Antonio, Texas Zuschauer: 7.023 |

| 20. September 2011 20:00 ET | Spielbericht | Minnesota Lynx                                                                                | 85 – 67 | San Antonio Silver Stars                                   | Target Center, Minneapolis, Minnesota Zuschauer: 8.734 |
| 20. September 2011 20:00 ET | Spielbericht | Punkte pro Viertel: 18:19, 26:17, 22:20, 19:11                                                |         |                                                            | Target Center, Minneapolis, Minnesota Zuschauer: 8.734 |
| 20. September 2011 20:00 ET | Spielbericht | Punkte: Augustus (22) Rebounds: Brunson (9) Assists: Augustus, McWilliams-Franklin, Moore (4) |         | Punkte: Young (17) Rebounds: Riley (6) Assists: Hammon (5) | Target Center, Minneapolis, Minnesota Zuschauer: 8.734 |
| 20. September 2011 20:00 ET | Spielbericht | Endstand: 2:1                                                                                 |         |                                                            | Target Center, Minneapolis, Minnesota Zuschauer: 8.734 |

##### (2) Seattle Storm – (3) Phoenix Mercury
| 15. September 2011 22:00 ET | Spielbericht | Seattle Storm                                                       | 80 – 61 | Phoenix Mercury                                                                | Key Arena, Seattle, Washington Zuschauer: 7.279 |
| 15. September 2011 22:00 ET | Spielbericht | Punkte pro Viertel: 19:19, 21:12, 29:11, 11:19                      |         |                                                                                | Key Arena, Seattle, Washington Zuschauer: 7.279 |
| 15. September 2011 22:00 ET | Spielbericht | Punkte: Wright (21) Rebounds: Cash, Little (11) Assists: Little (4) |         | Punkte: Taylor (13) Rebounds: Bonner (8) Assists: Johnson, Swanier, Taylor (3) | Key Arena, Seattle, Washington Zuschauer: 7.279 |
| 15. September 2011 22:00 ET | Spielbericht | Stand: 1:0                                                          |         |                                                                                | Key Arena, Seattle, Washington Zuschauer: 7.279 |

| 17. September 2011 22:00 ET | Spielbericht | Phoenix Mercury                                                | 92 – 83 | Seattle Storm                                            | US Airways Center, Phoenix, Arizona Zuschauer: 9.356 |
| 17. September 2011 22:00 ET | Spielbericht | Punkte pro Viertel: 23:18, 28:22, 20:22, 21:21                 |         |                                                          | US Airways Center, Phoenix, Arizona Zuschauer: 9.356 |
| 17. September 2011 22:00 ET | Spielbericht | Punkte: Dupree (29) Rebounds: Bonner (13) Assists: Johnson (9) |         | Punkte: Wright (18) Rebounds: Cash (5) Assists: Bird (4) | US Airways Center, Phoenix, Arizona Zuschauer: 9.356 |
| 17. September 2011 22:00 ET | Spielbericht | Stand: 1:1                                                     |         |                                                          | US Airways Center, Phoenix, Arizona Zuschauer: 9.356 |

| 19. September 2011 22:00 ET | Spielbericht | Seattle Storm                                                    | 75 – 77 | Phoenix Mercury                                                         | Key Arena, Seattle, Washington Zuschauer: 8.589 |
| 19. September 2011 22:00 ET | Spielbericht | Punkte pro Viertel: 20:9, 19:21, 18:24, 18:23                    |         |                                                                         | Key Arena, Seattle, Washington Zuschauer: 8.589 |
| 19. September 2011 22:00 ET | Spielbericht | Punkte: Bird (22) Rebounds: Cash (10) Assists: Smith, Wright (4) |         | Punkte: Dupree (20) Rebounds: Taylor (17) Assists: Johnson, Taurasi (3) | Key Arena, Seattle, Washington Zuschauer: 8.589 |
| 19. September 2011 22:00 ET | Spielbericht | Endstand: 1:2                                                    |         |                                                                         | Key Arena, Seattle, Washington Zuschauer: 8.589 |

### Conference Finals (Runde 2)

#### Eastern Conference

##### (1) Indiana Fever – (3) Atlanta Dream
| 22. September 2011 19:00 ET | Spielbericht | Indiana Fever                                                                        | 82 – 74 | Atlanta Dream                                                  | Conseco Fieldhouse, Indianapolis, Indiana Zuschauer: 8.253 |
| 22. September 2011 19:00 ET | Spielbericht | Punkte pro Viertel: 21:24, 21:16, 15:17, 25:17                                       |         |                                                                | Conseco Fieldhouse, Indianapolis, Indiana Zuschauer: 8.253 |
| 22. September 2011 19:00 ET | Spielbericht | Punkte: Smith (25) Rebounds: Catchings (13) Assists: Catchings, Douglas, Zellous (3) |         | Punkte: Harding (17) Rebounds: Souza (13) Assists: Harding (7) | Conseco Fieldhouse, Indianapolis, Indiana Zuschauer: 8.253 |
| 22. September 2011 19:00 ET | Spielbericht | Stand: 1:0                                                                           |         |                                                                | Conseco Fieldhouse, Indianapolis, Indiana Zuschauer: 8.253 |

| 25. September 2011 15:00 ET | Spielbericht | Atlanta Dream                                                                | 94 – 77 | Indiana Fever                                                     | Philips Arena, Atlanta, Georgia Zuschauer: 8.052 |
| 25. September 2011 15:00 ET | Spielbericht | Punkte pro Viertel: 34:25, 21:26, 18:14, 21:12                               |         |                                                                   | Philips Arena, Atlanta, Georgia Zuschauer: 8.052 |
| 25. September 2011 15:00 ET | Spielbericht | Punkte: Castro Marques (30) Rebounds: Lyttle, Price (5) Assists: Harding (7) |         | Punkte: Douglas (25) Rebounds: Catchings (9) Assists: Douglas (6) | Philips Arena, Atlanta, Georgia Zuschauer: 8.052 |
| 25. September 2011 15:00 ET | Spielbericht | Stand: 1:1                                                                   |         |                                                                   | Philips Arena, Atlanta, Georgia Zuschauer: 8.052 |

| 27. September 2011 20:00 ET | Spielbericht | Indiana Fever                                                                             | 67 – 83 | Atlanta Dream                                                      | Conseco Fieldhouse, Indianapolis, Indiana Zuschauer: 9.036 |
| 27. September 2011 20:00 ET | Spielbericht | Punkte pro Viertel: 23:28, 12:11, 12:22, 20:22                                            |         |                                                                    | Conseco Fieldhouse, Indianapolis, Indiana Zuschauer: 9.036 |
| 27. September 2011 20:00 ET | Spielbericht | Punkte: Douglas (16) Rebounds: Douglas, Sutton-Brown (9) Assists: Catchings, Phillips (3) |         | Punkte: McCoughtry (26) Rebounds: Lyttle (11) Assists: Harding (6) | Conseco Fieldhouse, Indianapolis, Indiana Zuschauer: 9.036 |
| 27. September 2011 20:00 ET | Spielbericht | Endstand: 1:2                                                                             |         |                                                                    | Conseco Fieldhouse, Indianapolis, Indiana Zuschauer: 9.036 |

#### Western Conference

##### (1) Minnesota Lynx – (3) Phoenix Mercury
| 22. September 2011 21:00 ET | Spielbericht | Minnesota Lynx                                                     | 95 – 67 | Phoenix Mercury                                                | Target Center, Minneapolis, Minnesota Zuschauer: 8.912 |
| 22. September 2011 21:00 ET | Spielbericht | Punkte pro Viertel: 28:11, 25:19, 27:19, 21:12                     |         |                                                                | Target Center, Minneapolis, Minnesota Zuschauer: 8.912 |
| 22. September 2011 21:00 ET | Spielbericht | Punkte: Augustus (21) Rebounds: Brunson (13) Assists: Augustus (7) |         | Punkte: Taurasi (22) Rebounds: Bonner (8) Assists: Johnson (4) | Target Center, Minneapolis, Minnesota Zuschauer: 8.912 |
| 22. September 2011 21:00 ET | Spielbericht | Stand: 1:0                                                         |         |                                                                | Target Center, Minneapolis, Minnesota Zuschauer: 8.912 |

| 25. September 2011 17:00 ET | Spielbericht | Phoenix Mercury                                                         | 86 – 103 | Minnesota Lynx                                                                                 | US Airways Center, Phoenix, Arizona Zuschauer: 8.617 |
| 25. September 2011 17:00 ET | Spielbericht | Punkte pro Viertel: 20:24, 19:25, 20:27, 21:33                          |          |                                                                                                | US Airways Center, Phoenix, Arizona Zuschauer: 8.617 |
| 25. September 2011 17:00 ET | Spielbericht | Punkte: Bonner, Taurasi (22) Rebounds: Dupree (11) Assists: Johnson (6) |          | Punkte: McWilliams-Franklin, Moore (21) Rebounds: Brunson (9) Assists: McWilliams-Franklin (7) | US Airways Center, Phoenix, Arizona Zuschauer: 8.617 |
| 25. September 2011 17:00 ET | Spielbericht | Endstand: 0:2                                                           |          |                                                                                                | US Airways Center, Phoenix, Arizona Zuschauer: 8.617 |

### Finals (Runde 3)

#### (W1) Minnesota Lynx – (E3) Atlanta Dream
| 2. Oktober 2011 20:30 ET | Spielbericht | Minnesota Lynx                                                    | 88 – 74 | Atlanta Dream                                                    | Target Center, Minneapolis, Minnesota Zuschauer: 15.258 |
| 2. Oktober 2011 20:30 ET | Spielbericht | Punkte pro Viertel: 14:18, 22:21, 26:23, 26:12                    |         |                                                                  | Target Center, Minneapolis, Minnesota Zuschauer: 15.258 |
| 2. Oktober 2011 20:30 ET | Spielbericht | Punkte: Brunson (26) Rebounds: Brunson (11) Assists: Augustus (7) |         | Punkte: McCoughtry (33) Rebounds: Bales (9) Assists: Harding (5) | Target Center, Minneapolis, Minnesota Zuschauer: 15.258 |
| 2. Oktober 2011 20:30 ET | Spielbericht | Stand: 1:0                                                        |         |                                                                  | Target Center, Minneapolis, Minnesota Zuschauer: 15.258 |

| 5. Oktober 2011 20:00 ET | Spielbericht | Minnesota Lynx                                                   | 101 – 95 | Atlanta Dream                                                     | Target Center, Minneapolis, Minnesota Zuschauer: 15.124 |
| 5. Oktober 2011 20:00 ET | Spielbericht | Punkte pro Viertel: 22:28, 28:30, 19:16, 32:21                   |          |                                                                   | Target Center, Minneapolis, Minnesota Zuschauer: 15.124 |
| 5. Oktober 2011 20:00 ET | Spielbericht | Punkte: Augustus (36) Rebounds: Augustus (8) Assists: Whalen (4) |          | Punkte: McCoughtry (38) Rebounds: Souza (10) Assists: Harding (7) | Target Center, Minneapolis, Minnesota Zuschauer: 15.124 |
| 5. Oktober 2011 20:00 ET | Spielbericht | Stand: 2:0                                                       |          |                                                                   | Target Center, Minneapolis, Minnesota Zuschauer: 15.124 |

| 7. Oktober 2011 20:00 ET | Spielbericht | Atlanta Dream                                                     | 67 – 73 | Minnesota Lynx                                                                         | Philips Arena, Atlanta, Georgia Zuschauer: 11.543 |
| 7. Oktober 2011 20:00 ET | Spielbericht | Punkte pro Viertel: 20:10, 17:16, 8:19, 22:21                     |         |                                                                                        | Philips Arena, Atlanta, Georgia Zuschauer: 11.543 |
| 7. Oktober 2011 20:00 ET | Spielbericht | Punkte: McCoughtry (22) Rebounds: Souza (15) Assists: Harding (7) |         | Punkte: Augustus (16) Rebounds: Brunson (9) Assists: Augustus, McWilliams-Franklin (4) | Philips Arena, Atlanta, Georgia Zuschauer: 11.543 |
| 7. Oktober 2011 20:00 ET | Spielbericht | Endstand: 0:3 Finals MVP: Seimone Augustus                        |         |                                                                                        | Philips Arena, Atlanta, Georgia Zuschauer: 11.543 |

### WNBA-Meistermannschaft
(Teilnahme an mindestens einem Playoff-Spiel)
| WNBA-Meister Minnesota Lynx | Guards: Alexis Hornbuckle, Lindsay Whalen, Candice Wiggins Guard-Forwards: Seimone Augustus (Finals MVP), Monica Wright Forwards: Rebekkah Brunson, Amber Harris, Charde Houston, Maya Moore Forward-Centers: Taj McWilliams-Franklin Center: Jessica Adair Cheftrainer: Cheryl Reeve General Manager: Roger Griffith |

## WNBA Awards und vergebene Trophäen
| Auszeichnung                            | Spielerin           | Mannschaft                             | Bemerkung               |
| --------------------------------------- | ------------------- | -------------------------------------- | ----------------------- |
| WNBA Finals MVP Award                   | Seimone Augustus    | Minnesota Lynx                         | –                       |
| WNBA Most Valuable Player Award         | Tamika Catchings    | Indiana Fever                          | 292 von 1.071 Stimmen   |
| WNBA Defensive Player of the Year Award | Sylvia Fowles       | Chicago Sky                            | 19 von 40 Stimmen       |
| WNBA Most Improved Player Award         | Kia Vaughn          | New York Liberty                       | 15 von 40 Stimmen       |
| WNBA Peak Performer (Punkte)            | Diana Taurasi       | Phoenix Mercury                        | 21,6 Punkte pro Spiel   |
| WNBA Peak Performer (Rebounds)          | Tina Charles        | Connecticut Sun                        | 11,0 Rebounds pro Spiel |
| WNBA Peak Performer (Assists)           | Lindsay Whalen      | Minnesota Lynx                         | 5,9 Assists pro Spiel   |
| WNBA Rookie of the Year Award           | Maya Moore          | Minnesota Lynx                         | 38 von 40 Stimmen       |
| WNBA Sixth Woman of the Year Award      | DeWanna Bonner      | Phoenix Mercury                        | 20 von 40 Stimmen       |
| Kim Perrot Sportsmanship Award          | Sue Bird Ruth Riley | Seattle Storm San Antonio Silver Stars | 8 von 39 Stimmen        |
| WNBA Coach of the Year Award            | Cheryl Reeve        | Minnesota Lynx                         | 36 von 40 Stimmen       |

### All-WNBA Teams
| All-WNBA First Team |                                      |
| Guards:             | Diana Taurasi – (MIN) Lindsay Whalen |
| Forwards:           | Tamika Catchings – Angel McCoughtry  |
| Center:             | Tina Charles                         |

| All-WNBA Second Team |                                       |
| Guards:              | Sue Bird – (NYL) Cappie Pondexter     |
| Forwards:            | Penny Taylor – (MIN) Seimone Augustus |
| Center:              | Sylvia Fowles                         |

### All-Rookie Team
| All-Rookie Team                                                                          |
| (MIN) Maya Moore – Danielle Robinson – Courtney Vandersloot Danielle Adams – Liz Cambage |

### All-Defensive Team
| All-Defensive First Team |                                           |
| Guards:                  | Angel McCoughtry – Tanisha Wright         |
| Forwards:                | Tamika Catchings – (MIN) Rebekkah Brunson |
| Center:                  | Sylvia Fowles                             |

| All-Defensive Second Team |                                |
| Guards:                   | Katie Douglas – Armintie Price |
| Forwards:                 | Swin Cash – Sancho Lyttle      |
| Center:                   | Tina Charles                   |